# 斜里郡
斜里郡（日语：／ Shari gun */?）為日本北海道鄂霍次克綜合振興局的郡，位於鄂霍次克綜合振興局東部。
郡名來自阿伊努語的「sar」（蘆葦叢）。

## 轄區
轄區包含3町：
- 斜里町
- 清里町
- 小清水町

## 沿革

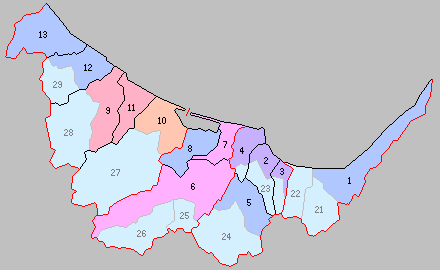
北海道一・二級町村制施行時斜里郡下辖町村（1.斜里村 水色：分立現存町村 21.上斜里村 22.小清水村）

- 1869年8月15日：北海道設置11國86郡，北見國斜里郡成立。
- 1897年11月：北海道實施支廳制，北見國斜里郡隸屬網走支廳之管轄，此時斜里郡下轄遠音別村、朱圓町、斜里村、止別村、蒼舞村。[1]（5村）
- 1915年4月1日：遠音別村、朱圓町、斜里村、止別村、蒼舞村合併為斜里村，並成為北海道二級村。（1村）
- 1919年4月1日：斜里村的舊止別村、蒼舞村地區分村設為小清水村。（2村）
- 1938年4月1日：斜里村成為北海道一級村。
- 1939年1月1日：斜里村改制為斜里町。（1町1村）
- 1943年4月1日：斜里町和小清水村各分割部分區域成立為上斜里村。（1町2村）
- 1943年6月1日：北海道一級二級町村制廢止，小清水村、上斜里村改為內務省指定村。
- 1946年10月5日：指定町村制廢止。
- 1953年10月1日：小清水村改制為小清水町。（2町1村）
- 1955年8月1日：上斜里村改制並改名為清里町。（3町）